# Рогуля Петро
Петро Рогу́ля (1722, хутір Рогулі біля с. Голінка, Прилуцький полк, Гетьманщина — 1800) — український іконописець і портретист XVIII століття. Уславився створенням портретів представників гетьманської старшини.

## Життєпис
Народився на хуторі поблизу села Голінки Голінської сотні Прилуцького полку на Чернігівщині. Освіту здобув в іконописній школі Києво-Печерської лаври. Його наставники — митці Феоктист Павловський та Алімпій Галик. Працював у Києві. Постійно жив у Котельві.
У сучасній Голінці Бахмацького району проживають далекі родичі іконописця, переважно старші жінки з дошлюбними прізвищами Рогуля.

## Творчість

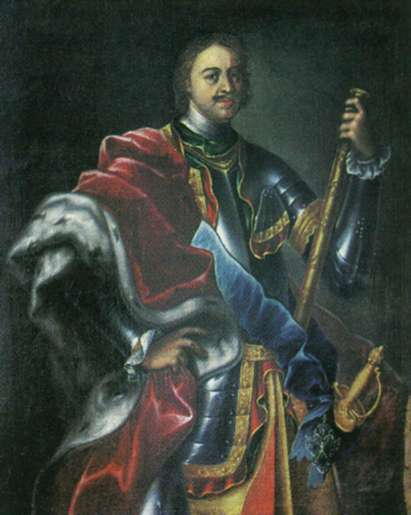
портрет Петра І

Створив ікони для собору Охтирського чоловічого монастиря (1744), Покровської церкви селища Котельва (1749). Його пензлю належить поколінний портрет Петра І (1774, Національний музей історії України).